# Psammotis
Psammotis és un gènere d'arnes de la família Crambidae. El gènere va ser erigit per Jacob Hübner el 1825.

## Taxonomia
- Psammotis orientalis Munroe & Mutuura, 1968
- Psammotis pulveralis Hübner, 1796
- Psammotis turkestanica Munroe & Mutuura, 1968

## Espècies antigues
- Psammotis decoloralis Turati, 1924